# Kolembrody
Kolembrody – wieś w Polsce położona w województwie lubelskim, w powiecie radzyńskim, w gminie Komarówka Podlaska. Przez miejscowość przepływa Żarnica, niewielka rzeka dorzecza Bugu, lewy dopływ Zielawy.
W latach 1975–1998 miejscowość administracyjnie należała do województwa bialskopodlaskiego.
Wieś stanowi sołectwo gminy Komarówka Podlaska. Według Narodowego Spisu Powszechnego z roku 2011 wieś liczyła 462 mieszkańców.
Od grudnia 2008 roku w wyremontowanych salach szkoły podstawowej odbywają się zajęcia Warsztatów Terapii Zajęciowej w Kolembrodach (WTZ w Kolembrodach).
Siedziba parafii rzymskokatolickiej pw. Nawiedzenia NMP. W południowej części wsi stoi drewniany kościół-sanktuarium z 1935 roku z ikoną bizantyjską.

## Części miejscowości
| Integralne części wsi Kolembrody | Integralne części wsi Kolembrody | Integralne części wsi Kolembrody |
| SIMC                             | Nazwa                            | Rodzaj                           |
| -------------------------------- | -------------------------------- | -------------------------------- |
| 0014172                          | Kolembrody                       | osada leśna                      |
| 1024528                          | Kurhany                          | część wsi                        |
| 0014189                          | Ochodnik                         | część wsi                        |
| 0014195                          | Starowieś                        | część wsi                        |
| 0014203                          | Zagumienie                       | część wsi                        |
| 0014210                          | Zakanał                          | część wsi                        |
| 0014226                          | Zamurówka                        | część wsi                        |
| 0014232                          | Zasumińskie                      | część wsi                        |
| 0014249                          | Zawieś                           | część wsi                        |

## Historia
Kolembród alias Królówbród takie nazwy zamiennie używano do określenia dzisiejszej wsi Kolembrody także w XIX wieku. Według Słownika geograficznego Królestwa Polskiego z roku 1883 była to:

[…] wieś i folwark w powiecie radzyńskim, gminie Żelizna, parafii łacińskiej Komarówka. We wsi była cerkiew parafialna dla ludności rusińskiej, poprzednio była parafią unicką, a także szkoła początkowa. Wieś liczyła wówczas 70 domów 621 mieszkańców oraz 4905 mórg obszaru. W spisie wsi Królestwa Polskiego z roku 1827 nosi nazwę Królówbród, była wtedy wsią rządową z 79 domami i 521 mieszkańcami. Data erygowania parafii jest nieznana, wiadomo że Jan III Sobieski nadał jej grunt […]

{{Cytat}} Linki zewnętrzne: "źródło".

## Galeria

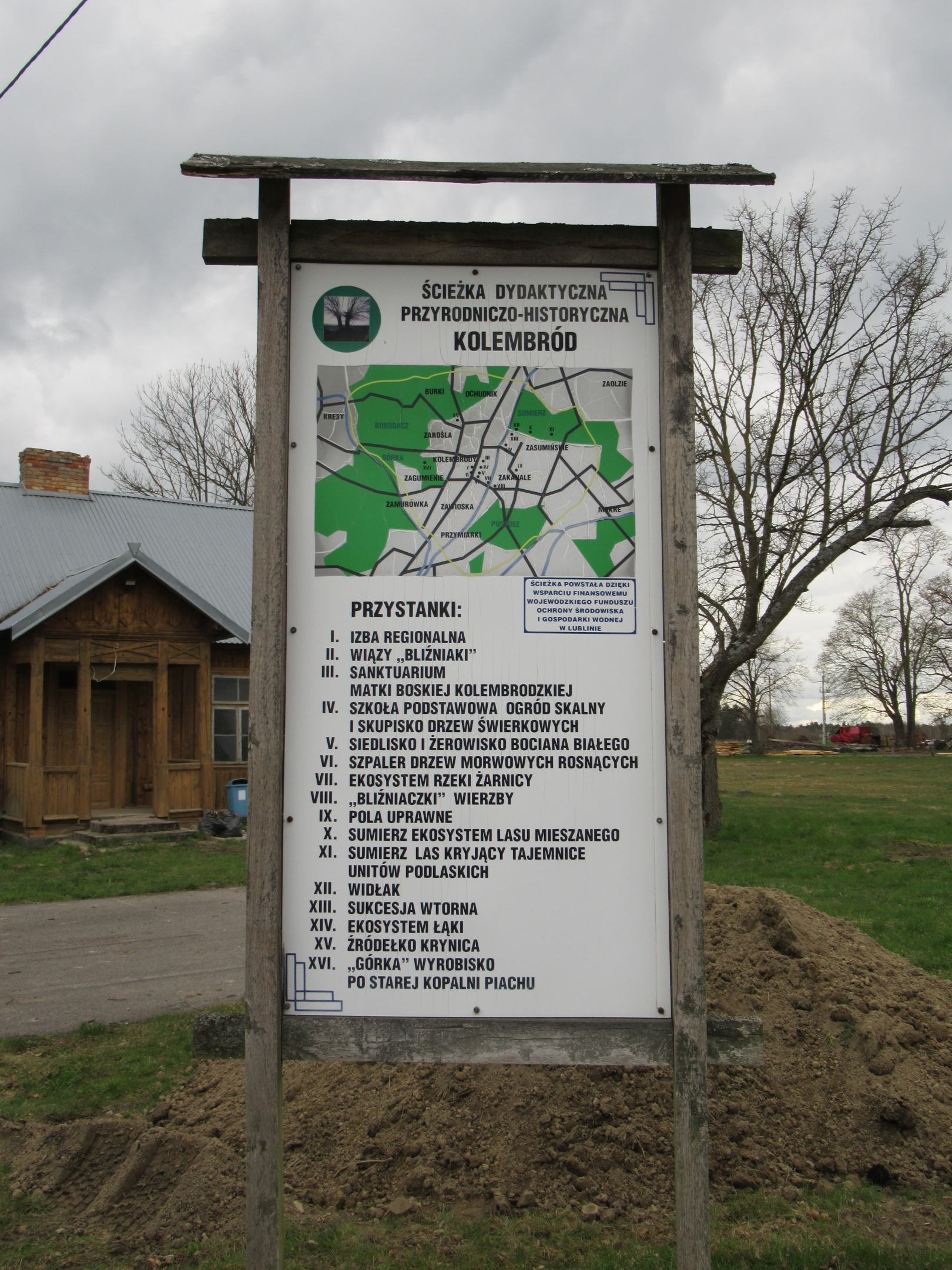
Tablica informacyjna w centrum wsi
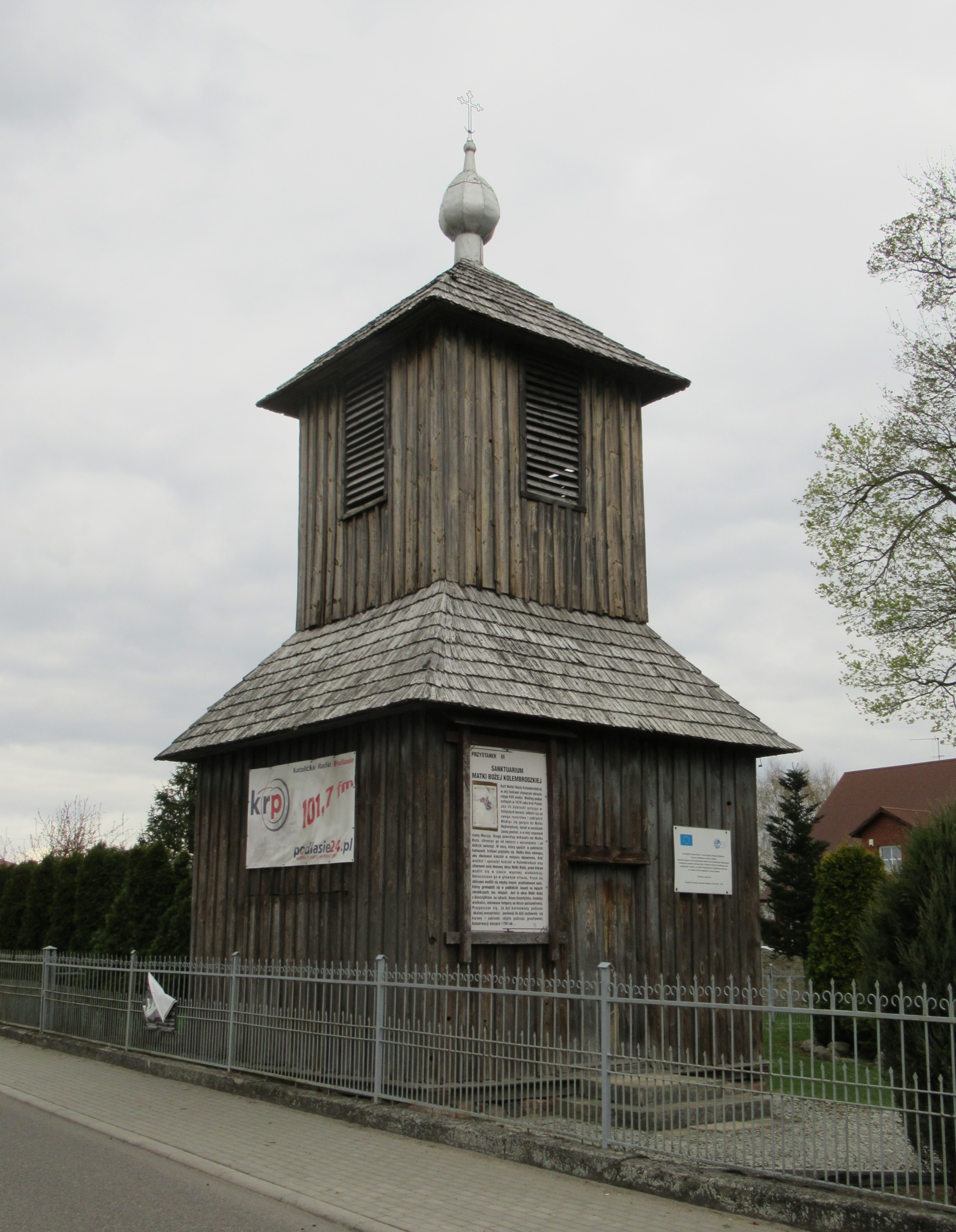
Drewniana dzwonnica
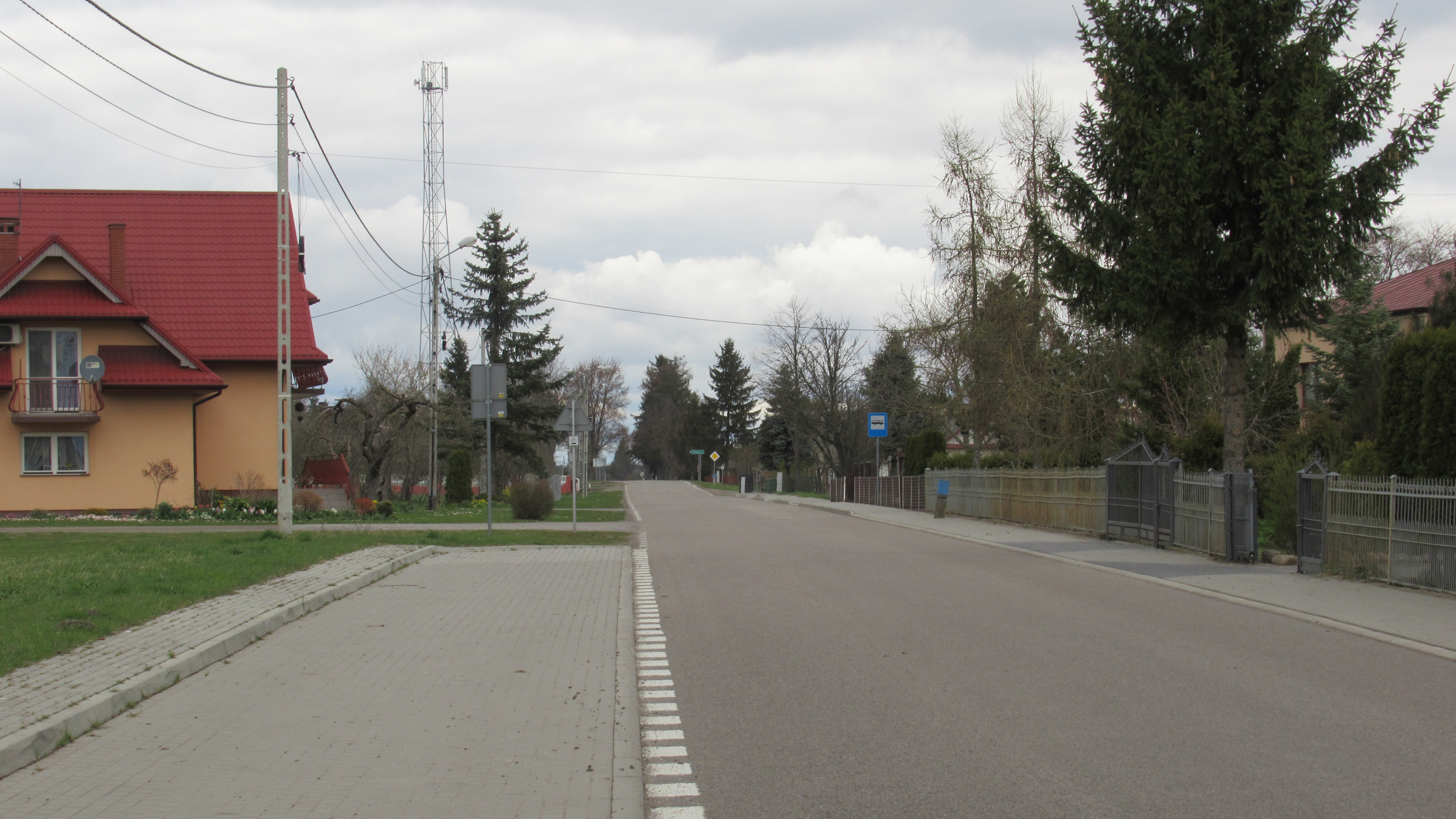
Widok wsi